# Телятников, Игорь Сергеевич
Игорь Сергеевич Телятников (21 февраля 1913, Казань — 28 января 1998, Москва) — советский архитектор, художник и педагог. Кандидат архитектуры. Профессор МАРХИ. Автор проекта ордена Александра Невского. Соавтор павильона «Кролиководство» на ВДНХ. Муж волейболистки и архитектора З. Ф. Зубаревой.

## Биография

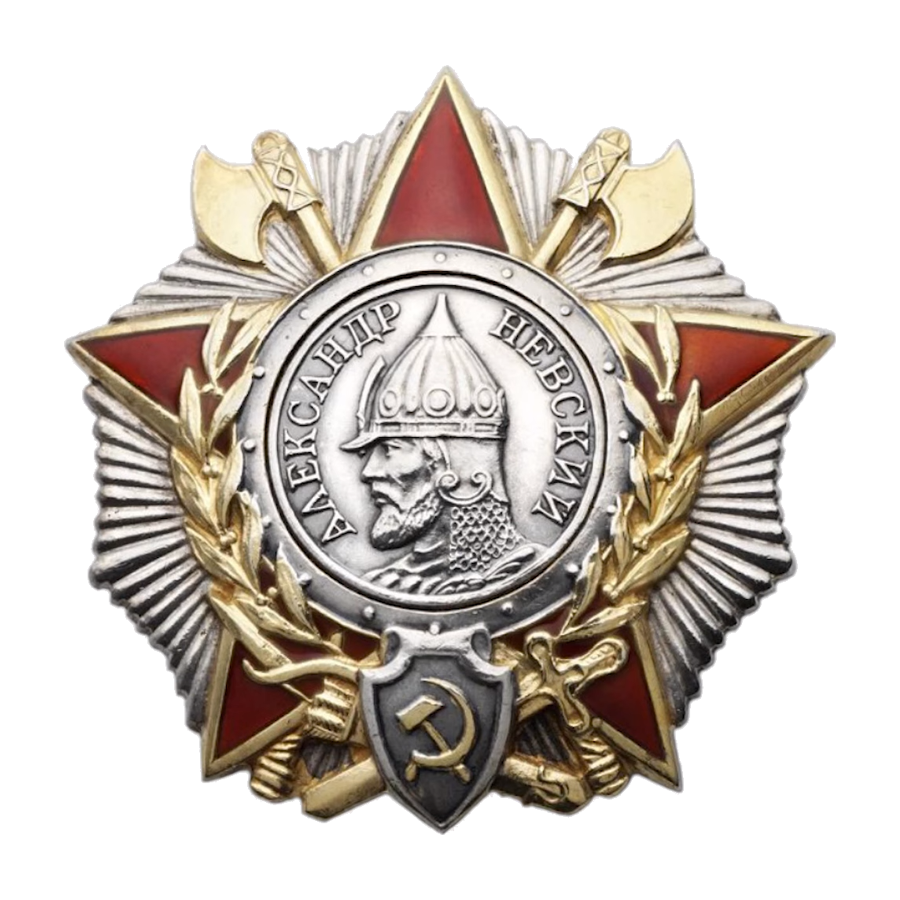
Орден Александра Невского

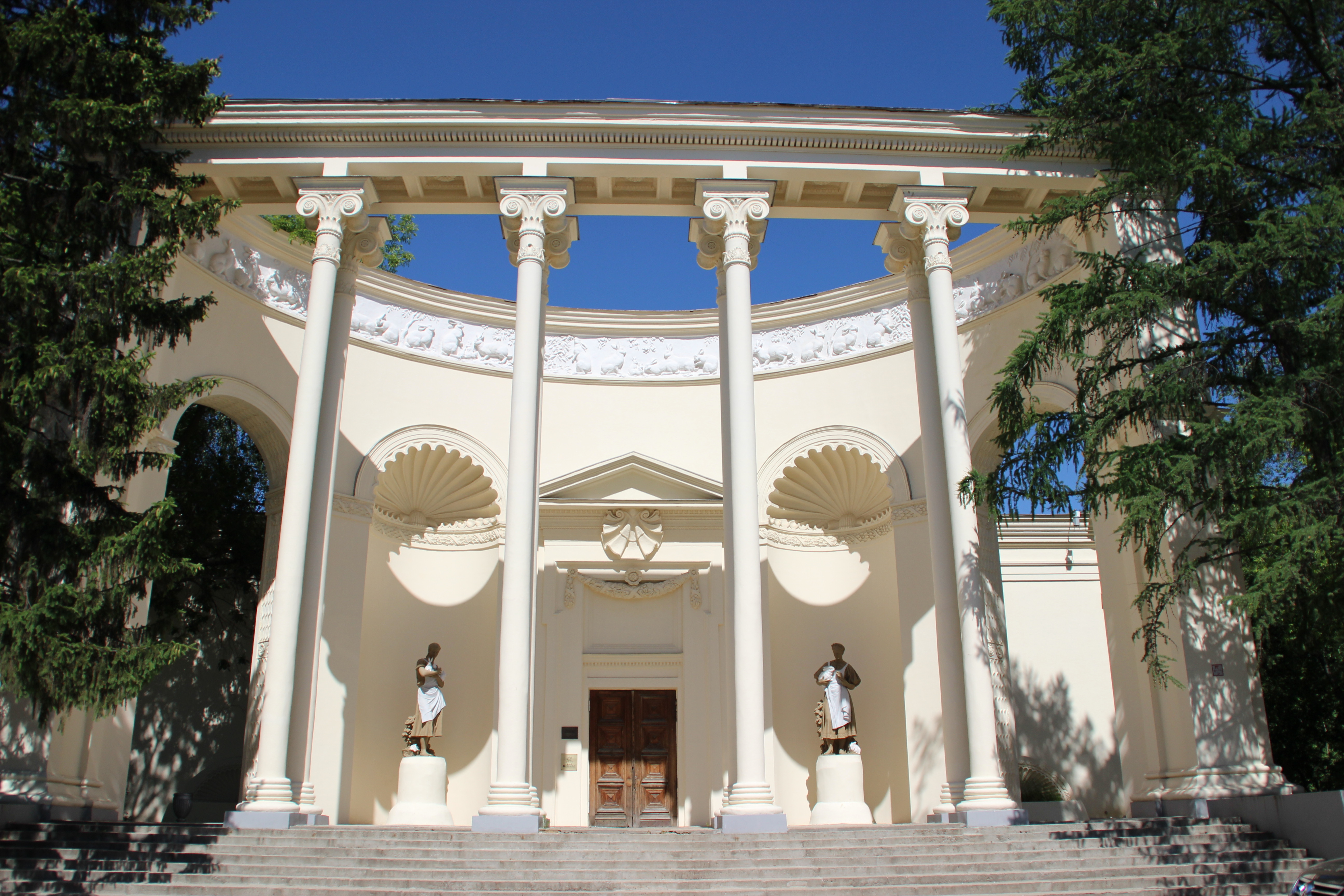
Павильон «Кролиководство» на ВДНХ

Родился 21 февраля 1913 года в Казани в семье врача. Детство провёл в Астрахани. После окончания школы переехал в Москву. В 1937 году окончил Московский архитектурный институт, защитив диплом на тему «Мясокомбинат».
С 1939 по 1944 год работал старшим архитектором в Центральном военно-проектном управлении Главного интендантского управления Красной армии (ЦВПУ). В годы Великой Отечественной войны занимался восстановлением разрушенных подмосковных предприятий, проектированием и строительством военных заводов, бомбоубежищ, казарм, штабов, военных городков. Вышел в отставку в звании инженер-капитана.
С 1944 года — на преподавательской работе в Московском архитектурном институте (МАРХИ). Занимал должности ассистента, доцента, профессора МАРХИ. Преподавал на кафедре градостроительства, затем — на кафедре жилых и общественных сооружений. По совместительству работал в Шахтугольпроекте, Академпроекте и на строительстве ВДНХ.
С юности увлекался конным спортом, имел звание мастера спорта. Узнав об увлечении И. С. Телятникова, ректор предложил ему написать диссертацию о первых государственных конных заводах России. Окончив аспирантуру Академии архитектуры СССР, он защитил кандидатскую диссертацию на тему «Архитектура русских конных заводов, XVIII—XIX вв.». Он также написал несколько публикаций по культуре верховой езды.
Член Союза архитекторов СССР с 1940 года. Член правления Центрального дома архитекторов (заместитель председателя, председатель). Член комиссии по приёму в Союз архитекторов. Председатель совета выставочного зала Ворошиловского района города Москвы (находился в здании ДК «Октябрь»).
В 1985 году вышел на пенсию.
Жил в Москве по адресам: Большой Южинский переулок, дом 1/14 (1940-е); улица Маршала Василевского, дом 15 (с 1958). Умер 28 января 1998 года. Похоронен на Ваганьковском кладбище.

## Творчество
Весной 1942 года по заказу Технического комитета Главного интендантского управления Красной армии был устроен конкурс по созданию орденов Александра Суворова, Михаила Кутузова и Александра Невского. Задание было секретным. Работой над орденами занималась группа из шести архитекторов ЦВПУ под руководством академика И. В. Жолтовского. Одним из этих архитекторов был И. С. Телятников. Он решил взяться за работу над орденом Александра Невского, поскольку его привлекла незаурядная личность полководца, а также глубины истории, близкие к былинам и сказкам.
Для работы над орденом И. С. Телятников получил допуск в закрытые в то время запасники Исторического музея, где знакомился с коллекцией старинных русских орденов, оружия и гравюр. Изучал историю эпохи Александра Невского в библиотеке имени Ленина. Заранее было известно, что в основе ордена должна быть пятиконечная звезда с портретом полководца. Однако достоверных портретов Александра Невского не существовало. Тогда И. С. Телятников решил использовать для ордена портрет актёра Николая Черкасова в образе Александра Невского из недавно вышедшего одноимённого фильма. Этот эскиз был утверждён и воплощён в ордене.
Летом 1943 года И. С. Телятников разработал проекты орденов Дениса Давыдова (для партизан) и Багратиона, однако они не были осуществлены. Позднее работал над другими орденами, медалями, орденскими ленточками, рисунками погон — всего более 250 эскизов. Этой работой руководил начальник Технического отдела Интендантского управления генерал-майор С. Агинский.
В послевоенное время И. С. Телятников принимал участие в создании знака «Лауреат Сталинской премии», ордена «Мать-героиня», медали «Материнская слава». По эскизу И. С. Телятников был выполнен значок Московского архитектурного института, тиражированный в 1957 и 1966 годах. В 1980-х годах он работал над знаком «Народный архитектор СССР». По его эскизам были сделаны значки отличника Военстроя и военного строительства.
Будучи студентом, спроектировал конноспортивный комплекс кавалерийской школы Осовиахима в Измайлове, который был построен в 1935 году по его проекту. Во время войны строил артиллерийский завод в Новосибирске. В 1954 году И. С. Телятников совместно с А. И. Зайцевым спроектировал и построил павильон «Кролиководство» на ВДНХ. Соавтор проекта Всемирной выставки 1967 года в Москве (1961, совместно с Н. Дмитраш, Л. Залесской, В. Кратюком, Т. Макарычевым). В 1975 году принимал участие в конкурсе проектов оформления Гребного канала к Олимпиаде-80. Его проект, выполненный совместно со скульптором Л. Е. Рабинсом, предусматривал сооружение гигантских вёсел, возносящих олимпийские кольца на высоту 30 метров.
В числе других его работ артиллерийское училище в Смоленске, здание Военно-медицинской академии в Москве, строительный техникум в Кирове. Одними из последних его проектов были Музей В. И. Ленина, павильон «Водное хозяйство» для ВДНХ, лабораторный корпус Академии наук.
Занимался графикой, рисунком, живописью. Автор портретов, пейзажей, натюрмортов. Среди его работ гравюра 1950-х годов «Арбатские переулки», серия зарисовок разрушенных памятников 1945 года, пейзажи «Осень в Подмосковье», «Тихий вечер», «Цвет осени». На своих портретах он изображал близких, друзей, выполнил целую серию автопортретов. Каждая его работа уникальна: композиции никогда не повторяются, а цветовая палитра варьируется от мягких полутонов до ярких, насыщенных оттенков. Художник стремится не просто передать внешнее сходство, а раскрыть внутренний мир человека, его характер и темперамент.
Неоднократно принимал участие в художественных выставках. Персональные выставки И. С. Телятникова проводились в 1971 году в Центральном доме работников искусств и в 1984 году в Центральном доме архитектора.

## Награды
- Орден Трудового Красного Знамени — за эскиз ордена Александра Невского[3]
- Медаль «За победу над Германией в Великой Отечественной войне 1941—1945 гг.»[21]
- Медаль «За доблестный труд в Великой Отечественной войне 1941—1945 гг.»
- Медаль «Ветеран труда»[1]
- Медаль «В память 800-летия Москвы»
- Медаль «В ознаменование 100-летия со дня рождения Владимира Ильича Ленина»
- Юбилейная медаль «50 лет Вооружённых Сил СССР»
- Юбилейная медаль «Двадцать лет Победы в Великой Отечественной войне 1941—1945 гг.»
- Юбилейная медаль «Тридцать лет Победы в Великой Отечественной войне 1941—1945 гг.»

## Семья
- Первая жена — Телятникова (Нестерова) Елена Сергеевна[9]
  - Сын — Телятников Сергей Игоревич — архитектор, доцент МАРХИ
- Вторая жена — Зубарева Зинаида Фёдоровна[12] — волейболистка и архитектор
  - Дочь — Телятникова Ольга Игоревна — художница и архитектор[10]